# Rivière aux Outardes (biflöde till Rivière Saguenay)
Rivière aux Outardes är ett vattendrag i Kanada.   Det ligger i provinsen Québec, i den östra delen av landet, 500 km nordost om huvudstaden Ottawa.
I omgivningarna runt Rivière aux Outardes växer i huvudsak blandskog. Runt Rivière aux Outardes är det mycket glesbefolkat, med 6 invånare per kvadratkilometer.